# Nether Silton
Nether Silton – wieś w Anglii, w hrabstwie North Yorkshire, w dystrykcie (unitary authority) North Yorkshire. Leży 43 km na północ od miasta York i 322 km na północ od Londynu.